# Distorsione di fase
In teoria dei segnali, la distorsione di fase o distorsione frequenza-fase è una distorsione, cioè un cambiamento della forma d'onda, che si verifica quando (a) la risposta di fase di un filtro è non lineare sull'intervallo di frequenze di interesse, cioè lo spostamento in fase introdotto da un circuito o da un dispositivo non è direttamente proporzionale alla frequenza, oppure (b) l'intercetta (sull'asse delle ordinate, che è l'asse delle fasi) a frequenza zero della caratteristica frequenza-fase non è 0 né un multiplo intero di 2π radianti.

## Udibilità della distorsione di fase
Forti variazioni delle relazioni di fase, senza variazioni di ampiezza, possono essere udibili, ma il grado di udibilità del tipo di sfasamento previsto dai tipici sistemi audio è ancora dibattuto.